# Diacetileno
Diacetileno é um composto orgânico (fórmula C4H2), sendo um hidrocarboneto alcalino insaturado que contém uma ligação simples e duas ligações triplas.